# Astrid Seiffert
Astrid Seiffert (* 10. Juni 1960 in Hamburg als Astrid Hühn) ist eine ehemalige deutsche Handballspielerin.

## Werdegang
Als Astrid Hühn wuchs sie in Hamburg auf und spielte für den TH Eilbek. Sie war zunächst Feldspielerin und wechselte in der A-Jugend ins Tor. In der Bundesliga spielte die Torhüterin für Bayer Leverkusen (1980 bis 1992) und den TV Lützellinden (1992/93). Ab 1987 trug sie den Nachnamen Seiffert.
1985, 1989 und 1990 wurde sie als deutsche Handballerin des Jahres ausgezeichnet, sie errang sieben deutsche Meistertitel (1982, 1983, 1984, 1985, 1986, 1987, 1993), sechs DHB-Pokalsiege (1982, 1983, 1984, 1985, 1987, 1991) sowie 1993 den Europapokal der Pokalsiegerinnen. 1987 wurde sie in eine Weltauswahl berufen.
Hühn/Seiffert bestritt 187 Länderspiele und wurde auf ihrer Position zeitweise zur Weltklasse gezählt. 1984 nahm sie an den Olympischen Sommerspielen teil, 1989 errang sie mit der Bundesrepublik den Sieg bei der B-Weltmeisterschaft. An A-Weltmeisterschaften nahm sie 1982, 1986 und 1990 teil.
Nach dem Ende ihrer Leistungssportlaufbahn im Jahr 1993 verstärkte Seiffert zeitweilig den Oberligisten SV 09 Wermelskirchen, im Dezember 2014 kehrte sie beim SSC 95/98 Solingen (Kreisklasse) aufs Spielfeld zurück.